# Сара Едіт Вінн
Сара Едіт Вінн (англ. Sarah Edith Wynne; 11 березня 1842 — 24 січня 1897) — валлійська оперна сопрано та концертна співачка.

## Раннє життя
Сара Едіт Вінн народилася в Холівеллі, графство Флінтшир, третьою дочкою Роберта Вінна та Гаррієт Девіс Вінн. Її батько був кравцем. У 12 років вона гастролювала в Уельсі як співачка. Навчалася співу у Річарда Скарісбріка в Ліверпулі та Пінсуті в Королівській музичній академії, де була стипендіаткою Вестморленда з 1863 по 1864 рік. Згодом навчалася у Романі та Ваннуччіні у Флоренції.
Її брати Роберт, Річард і Лью Вінн, а також її старша сестра Кейт Вінн Меттісон також були співачками. Акторка Едіт Вінн Меттісон була її племінницею і тезкою.

## Кар'єра
Її перші виступи були в провінційних концертних залах і театрах. Дебютувала в Лондоні в червні 1862 року на концертах, організованих Еллісом Робертсом, і невдовзі після цього, 4 липня 1862 року, співала в Сент-Джеймс-Голі на валлійському концерті Джона Томаса. Вінн співала у США з Джанет і Джоном Пейті та Чарльзом Сентлі в 1871—1872 роках, а також на Бостонському фестивалі Генделя в 1874 році. Вона також виступала в опері Кришталевого палацу між 1869 і 1871 роками в ролі Арлайн в «Марітані» Вільяма Вінсента Воллеса та в ролі Леді Едіт у «Суперницьких красунях» Рандеггера, але була в основному відома своїм виконанням художніх пісень і балад і появою на концертах Reid Concerts в Единбурзі.
Після одруження в 1875 році вона все більше присвячувала себе викладанню ораторії та баладного співу. Востаннє вона співала в Лондоні в 1894 році.

## Особисте життя
У 1875 році Сара Едіт Вінн одружилася з вірменським адвокатом Авієтом Агабегом, який отримав освіту в Кембриджі. У них було дві доньки, Ізабель Міфанві, яка стала музиканткою в зрілому віці, і Гвладіс Едіт Вікторія, яка померла незабаром після народження в 1878 році.
Сара Едіт Вінн Агабег померла у своєму будинку в Лондоні 24 січня 1897 року у віці 54 років, похована на кладовищі Гемпстед.